# Agave vazquezgarciae
Agave vazquezgarciae là một loài thực vật có hoa trong họ Măng tây. Loài này được Cházaro & J.A.Lomelí mô tả khoa học đầu tiên năm 2006.